# 法明鎮區 (明尼蘇達州斯特恩斯縣)
法明鎮區（英語：Farming Township）是位於美國明尼蘇達州斯特恩斯縣的一個行政鎮區。

## 歷史
法明鎮區於1873年設立，因大部份定居者為務農出身而得名。

## 地方資料
法明鎮區的面積為100.80平方千米，當中陸地面積為97.40平方千米，而水域面積為3.40平方千米。根據2020年美國人口普查的數據，當地共有人口982人，而人口密度為每平方千米9.74人。